# 永田薫
永田 薫（ながた かおる、1996年10月6日 - ）は、日本のアイドル、俳優、タレント、歌手。東海地方を拠点に活動する日本の3人組男性アイドルグループMAG!C☆PRINCEのメンバー。
岐阜県岐阜市出身。ワタナベエンターテインメント所属。

## 略歴
2015年1月、ワタナベエンターテインメントが仮のグループ名をNAGOYAボーイズ(仮)とし、CBCテレビとの合同によるオーディションを開催し、約2020人の応募者からメンバーに選ばれ芸能活動を始める。

## 人物
- 特技：サッカー[5]
- 2019年10月16日より岐阜市プロモーション大使に就任[2]
- 2021年10月16日より飛騨市観光プロモーション大使に就任[6]

## 出演

### 映画
- ひみつのなっちゃん。（2023年1月13日、ラビットハウス / 丸壱動画） - スーパーの店員 役[7]

### テレビドラマ
- OLですが、キャバ嬢はじめました（2016年6月 - 7月、毎日放送） - カオル 役[8]
- 恋する香港（2017年10月、毎日放送） - ダニエル 役
- 最高のオバハン 中島ハルコ(第2シリーズ)（2022年10月8日 - 12月10日、東海テレビ） - 小早川俊 役[9]

### ラジオドラマ
- FMシアター（NHK-FM）
  - 『犬がいた季節』（2025年3月29日）[10] - 中原大輔 役

### 舞台
- アオアシ（2022年5月18日 - 22日、こくみん共済 coop ホール スペース・ゼロ） - 冨樫慶司 役[11]
- 劇場を潰すな！（2023年8月9日 - 14日、コフレリオ 新宿シアター） - 劇野伝説 役[12]
- パコ〜from ガマ王子vsザリガニ魔人（2025年2月22日 - 24日、メニコン シアターAoi） - 室町 役[13]
- 十二人の怒れる男（2025年8月8日 - 11日〈予定〉、千種文化小劇場） - 陪審員2号 役[14]

### ラジオ番組
- 永田薫のマジ☆ぎふ（2018年-2023年、ぎふチャンラジオ）
- 永田薫の東海KAORU（2023年-、東海ラジオ）